# ريو هيو يونج
ريوهيو يونج (بالكورية: 정우연)‏ هي ممثلة ومغنية راب كورية جنوبية، ولدت يوم 22 أبريل 1993 في غوانغجو في كوريا الجنوبية.

## روابط خارجية
- ريو هيو-يونغ على موقع ميوزك برينز (الإنجليزية)
- ريو هيو-يونغ على موقع ديسكوغز (الإنجليزية)